# シリア北部の古代村落群
シリア北部の古代村落群あるいは「死の町」(アラビア語: المدن الميتة)、「忘れられた街」(アラビア語: المدن المنسية)は、シリアの北西部にある打ち捨てられた村落群である。この村落群はシリア北西部のアレッポからイドリブにまたがる地域に拡がっており、打ち捨てられた村はおよそ40に上る。広範囲に散らばる村落は大きく8つの考古学公園に区分けされている。これらは古代末期から東ローマ帝国時代にかけての、都市から離れた僻地での生活を垣間見ることができる貴重な資料となっている。ほとんどの村は1世紀から7世紀に形成されたもので、その後8世紀から10世紀の間に打ち捨てられている。村々は住居、土着信仰のための寺院（キリスト教以前）、キリスト教の教会、貯水槽、浴場などからなり、保存状態がよい。古代村落群には聖シメオン教会、スィルジーッラー、アル＝バーラなど歴史的、文化的価値の高いものが含まれる。
村落群はライムストーン・マッシフとして知られる石灰岩からなる小高い丘（山塊）に、幅20キロから40キロ、長さ140キロに及ぶ範囲に散らばっている。山塊はシメオン山、アクラード山地から成る北部、ハーリム山地からなる中部、ザーウィヤ山からなる南部の3つの山地に大別できる。

## 歴史

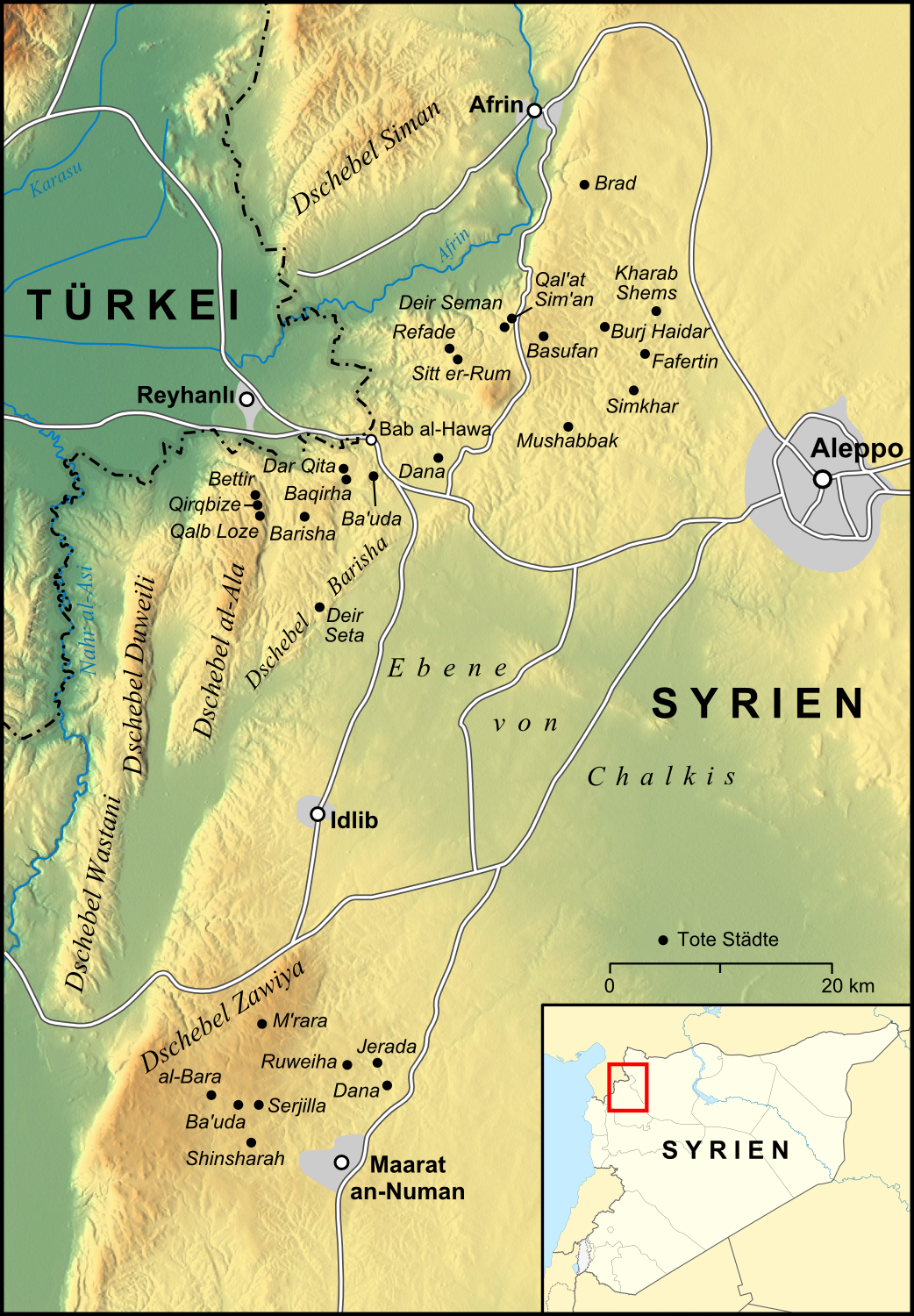
シリア北西部、古代村落群のロケーション。

歴史的シリア北西部に遺棄された古代村落群が欧米社会に知られるようになったのは19世紀である。良好な保存状態は驚きと関心を引き起こした。1903年にアメリカの神学者トーマス・ジョセフ・シャナンは、原始キリスト教の歴史に関する一章で、「キリスト教徒にとってのポンペイ」という言葉で古代村落群を形容した。
1860年、フランス人のシャルル＝ジャン＝メルキオール・ド・ヴォグエにより、これらの廃墟にはじめて科学的調査が行われた。1871年にフランスの駐イスタンブル大使に任命された人物である。彼の研究は建築家エドモン・デュトワの描いたパース絵を添えて1865年から1877年の間に出版された。1890年頃にはハワード・クロスビー・バトラーがプリンストン大学の探検隊を組織し、遠征調査を行った。調査結果は1903年に出版された。バトラーは1905年と1909年にも遠征調査を行い、その調査報告はバトラー没後の1929年に遺稿として出版された。
建築家のジョルジュ・チャレンコは1935年頃に聖シメオン教会の修復を行い、1953年から1958年にかけて『北部シリアの古代村落群』全3巻を出版した。その本の中でチャレンコは、古代村落の経済発展はオリーブの単一栽培によりもたらされたものとする説を唱えた。1970年代から1980年代にはフランス考古学研究所ダマスクス館が発掘調査を実施した。調査指揮はジョージ・テイトとジャン＝ピエール・ソディーニが執り、デーヘスほか45カ所の発掘が行われた。テイトによると、古代村落の社会経済的条件を究明するために特にデーヘスを選んだという。
クリス・ウィッカムはローマ帝国後の世界をテーマにした著書の中で、この古代村落群に暮らしていた人々について、都会的な生活から離れた、しかし豊かな農民達だったのではないかと推測している。残された住居群の立派なつくりは、古代末期にこの地に暮らしていた農民たちがオリーブ・オイルの国際貿易によって繁栄を享受した結果ではないか、というのが彼の考えである。
また別の説ではこの地域が潤っていた理由は単に農業による利益によるものというわけではなく、ビザンツ帝国の交易ルート上に位置していたためだとする。その後に一帯がアラブ世界の勢力圏に組み込まれたことで交易ルートが変化し、この地域の経済を支えてきた産業が失われた。アラブ世界やウマイヤ朝の治世下で都市化が進む中で、人々はより発達した都市へと移り住み、最終的に古代村落は打ち捨てられたとされる。
古代村落はローマ帝国下でのキリスト教以前の土着信仰（ペイガニズム）からギリシア正教への変遷の様子を今に残している。
村落の大部分の建築物は良く保存されている。いくつかの場所では考古学的発掘作業や補修作業が行われているが、旅行者は遺跡群に自由にアクセスすることができる。ただしガイドを伴わないと容易にはたどり着けない場所も一部に存在する。
古代村落群は2011年、「シリア北部の古代村落群」としてユネスコの世界遺産リストに登録された。

## 主な遺跡
古代村落群には以下の建造物が含まれる。
- カロタ城及び教会群（Kalota Castle）：　アレッポの北西20キロに位置する。城はもともとは2世紀にローマの神殿として建てられている。5世紀にはキリスト教のバシリカ（長堂式の教会）へと造り替えられた[8]。その後ハムダーン朝と東ローマ帝国の間で戦争が起こり、そのため教会は10世紀には城へと造り替えられている[9]。城の付近には保存状態のよい教会が2棟存在する。東の教会は492年に、西の教会は6世紀に建てられたものである。

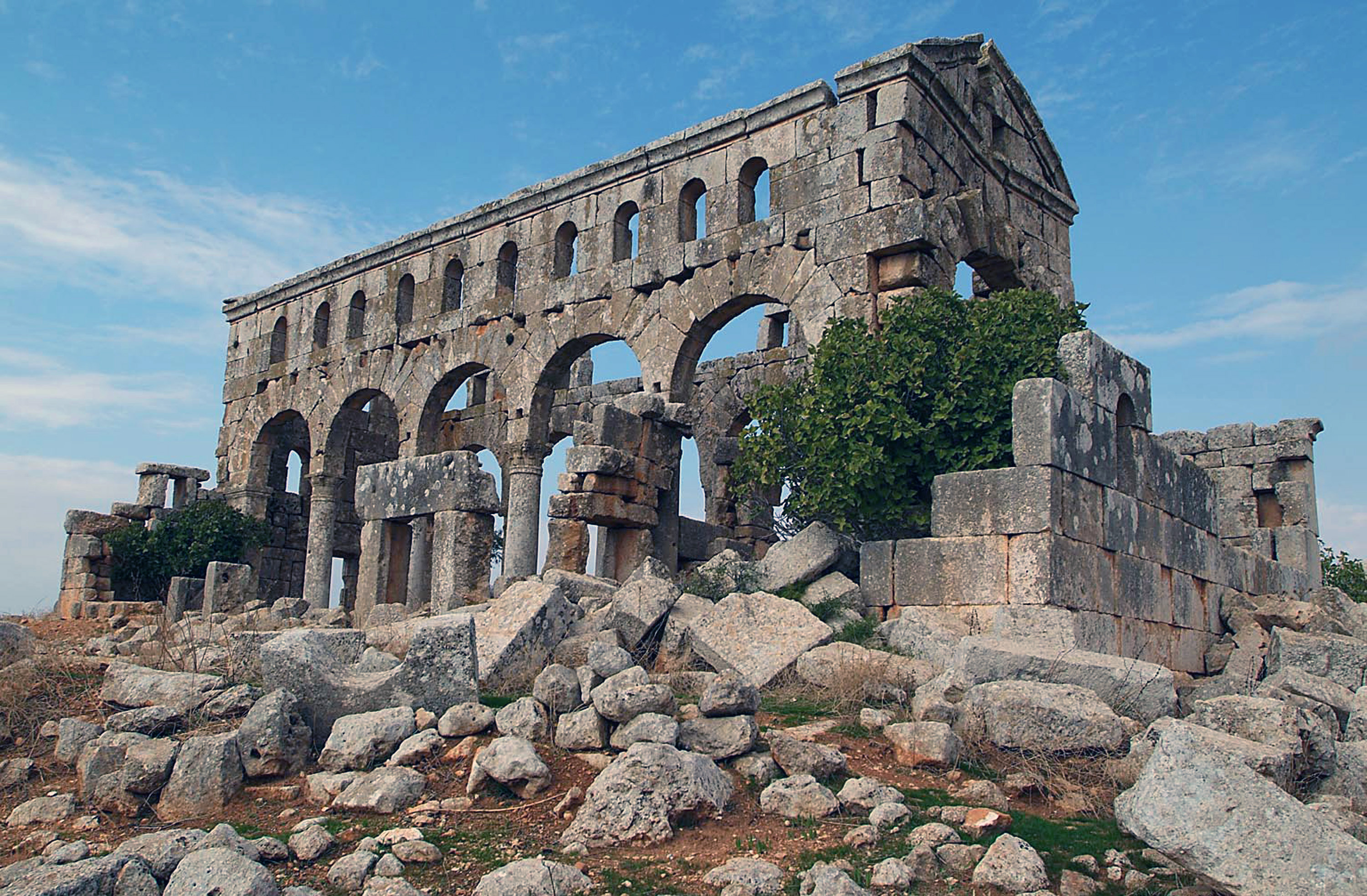
ハラーブ・アッ＝シャムスのバシリカ

- ハラーブ・アッ＝シャムス（ドイツ語版）のバシリカ（Kharāb Shams Basilica）：アレッポの北西21キロの地点に位置する遺棄された村ハラーブ・アッ＝シャムスに建つバシリカ[10]。4世紀末、ビザンツ帝国初期に建てられた柱廊のある教会建築である[10]。屋根が落ち、柱廊が残るその姿から「竹馬の教会」という愛称がある。良好な状態で保存されているキリスト教の建築物としてはレヴァントでもっとも古い物のひとつ[11]。
- ファフェルティン教会（Fafertin Church）：　372年に建てられたローマ時代後期のバシリカ。半壊している。アレッポの北西22キロに位置する。アレッポの歴史家、アブダッラー・ハーッジャル（Abdallah Hajjar）はファフェルティン教会を世界で最も古い教会の1つであると表現している[12]。
- バラード （シリア）（英語版）：アレッポの西32キロに位置する古代の集落である。この集落にはたくさんのバシリカが残されている。そのうちの一つ、聖ユリアヌス（英語版）修道院は西暦399-402年に建てられたものであり、シリア語で典礼を行うカトリックの一派、マロン派（英語版）の修道院跡である。ここには同派の創始者である修道士マロン（英語版）の墓があるという説もある[13]。また集落の南にあるバシリカは561年に建てられたものである。
- 聖シメオン教会：　シリアにある現存する古代の教会のなかでもっとも名高い物のひとつ。アレッポの北西35キロの場所に位置する。
- アイン・ダーラ神殿（英語版）：　鉄器時代、シリア＝ヒッタイト都市国家群（英語版）の神殿。紀元前10世紀から紀元前8世紀の物で、アレッポの北西45キロに位置する。
- キュロス (シリア)：　アレッポの北65キロに位置する古代の街。ネビ・フリ教会としてしられる聖コスマスと聖ダミアン（英語版）教会、ローマ時代のアンフィテアトルム（円形演技場）とこちらもローマ時代の2本の橋がある。

その他アレッポ、イドリブの周囲に様々な遺跡が存在している。

## 世界遺産
2011年に世界遺産リストに登録された。シリアにとっては6件目の世界遺産であったが、第37回世界遺産委員会ではシリア情勢悪化を踏まえ、他の5件の遺産とともにシリアの世界遺産すべてが危機遺産リストに加えられた。

### 登録基準
この世界遺産は世界遺産登録基準のうち、以下の条件を満たし、登録された（以下の基準は世界遺産センター公表の登録基準からの翻訳、引用である）。
- (3) 現存するまたは消滅した文化的伝統または文明の、唯一のまたは少なくとも稀な証拠。
- (4) 人類の歴史上重要な時代を例証する建築様式、建築物群、技術の集積または景観の優れた例。
- (5) ある文化（または複数の文化）を代表する伝統的集落、あるいは陸上ないし海上利用の際立った例。もしくは特に不可逆的な変化の中で存続が危ぶまれている人と環境の関わりあいの際立った例。